# Aliterační verš
Aliterační verš je typ verše, jehož hlavní vlastností je aliterace. Tento typ verše neužívá rým.
Byl užíván především v nejstarších germánských literaturách (staroanglická a staroseverská) a v keltských jazycích, ale i v mnoha jiných jazycích (finská Kalevala, tradiční verše v turkických jazyků). Užíván ve skaldské poezii (nejznámějším dílem psaným aliteračním veršem je Starší Edda).
Staroanglická poezie využívá přízvučný aliterační verš (tedy verš, při kterém je dán počet přízvučných slabik ve verši, počet nepřízvučných slabik nerozhoduje, a počet a rozmístění aliterujících slov – většinou dvě, každé v jedné polovině verše, někdy i tři či čtyři). V tomto metru je napsán například Beowulf, užíval ho John Ronald Reuel Tolkien.
Ve staré severštině je představován následujícími básnickými formami:
- Fornyrðislag – verš je o čtyřech přízvučných slabikách, dělený na dva půlverše, slova v obou půlverších jednoho verše spolu aliterují, každý verš kompletní syntaktická jednotka. Tato forma je užívány především v mytologických písních staronorské poezie.
- Ljóðaháttr – čtyřveršová sloka, liché verše mají čtyři přízvučné slabiky a tři aliterace na verš, mimoto také cézuru uprostřed, sudé verše mají tři přízvučné slabiky a dvě aliterace na verš, nemají cézuru. Byl užíván v hrdinských písních.

Jako forma aliteračního verše byl užíván také verš s vnitřním rýmem, tedy takový verš, v němž se neopakuje pouze počáteční hláska slova, ale celá počáteční slabika. Většinou tady není používán tónický verš, ale verš sylabotónický či sylabický. Tento je reprezentován těmito básnickými formami:
- Dróttkvætt – tento typ verše byl užíván v nejvznešenější poezii. Je psán trochejským trimetrem (tedy trochejským veršem o třech stopách), v každém verši jsou dva vnitřní rýmy.
- Hrynhenda – verš má osm slabik a dva vnitřní rýmy. Tato forma je užívána v náboženské poezii.

Aliterační verš je stále užíván v islandské poezii.
Dobové texty v aliteračním verši jsou psány in continuo, tedy jako próza, bez členění na verše. Při jejich moderním vydávání je tedy problém, jak verše rozdělit. V zásadě existují dva způsoby: buď se jednotlivé půlverše zapisují (a chápou) jako samostatné verše, nebo se naopak dva půlverše zapisují jako jeden verš (většinou s grafickým naznačením pauzy). Tento text se drží druhého způsobu.